# Dragon Spacecraft Qualification Unit
Dragon Spacecraft Qualification Unit är en Dragon-kapsel tillverkad av SpaceX. Den sköts upp med en Falcon 9-raket, från Cape Canaveral SLC-40, den 4 juni 2010. 
Den användes för att utvärdera farkostens uppförande i omloppsbana runt joden och tillsammans med företagets Falcon 9-raket.
Efter att ha kretsat fler än 300 gånger runt jorden återinträdde den i jordens atmosfären och landade i Stilla havet den 29 juni.